# 窝沟封闭

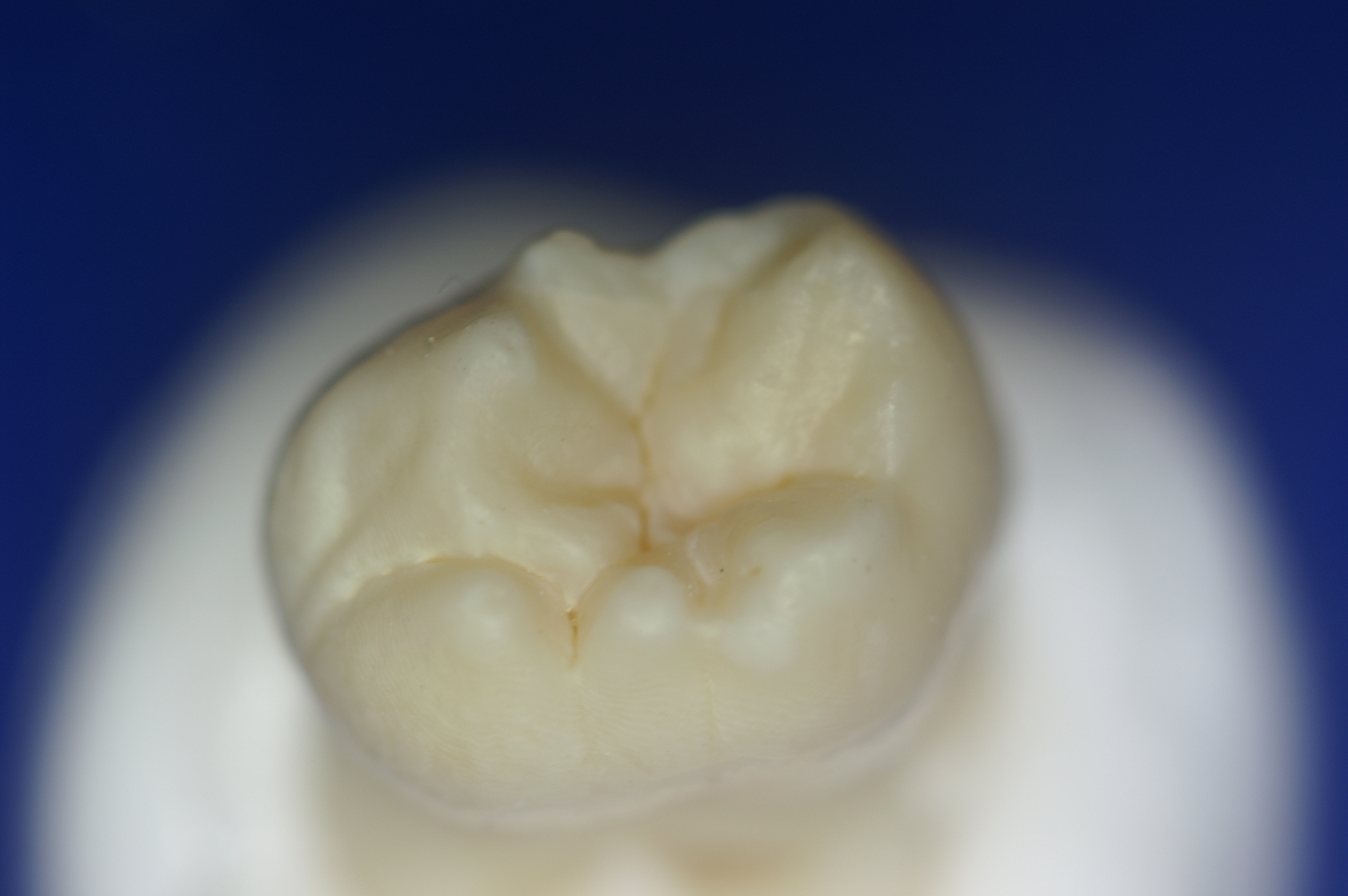
窝沟封闭

窝沟封闭 （英语：fissure sealants）是一个牙医学上为防止龋齿将窝沟封闭材料涂布于牙冠咬合面、颊舌面的窝沟点隙上的方法。主要用于易蛀牙的儿童，在儿童换出恒臼齿后即可进行。

## 背景

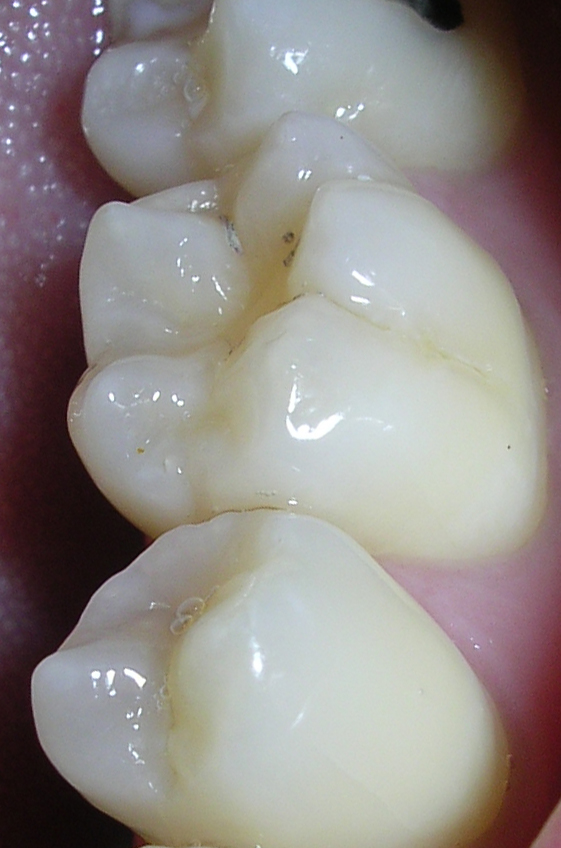
窝沟

大牙的咬合面上凹陷的部位叫窝沟。如果窝沟非常深，食物和细菌嵌塞进去，就容易发生窝沟龋。
窝沟封闭不损伤牙体组织，是一种无痛、无创伤的预防窝沟龋的方法 。
窝沟封闭材料渗透进窝沟后，固化变硬，形成一层保护性的屏障，覆盖在窝沟上。

## 历史
第一次防止龋齿的尝试是1905年米勒将硝酸银涂到牙齿表面，以防止龋齿。

## 操作

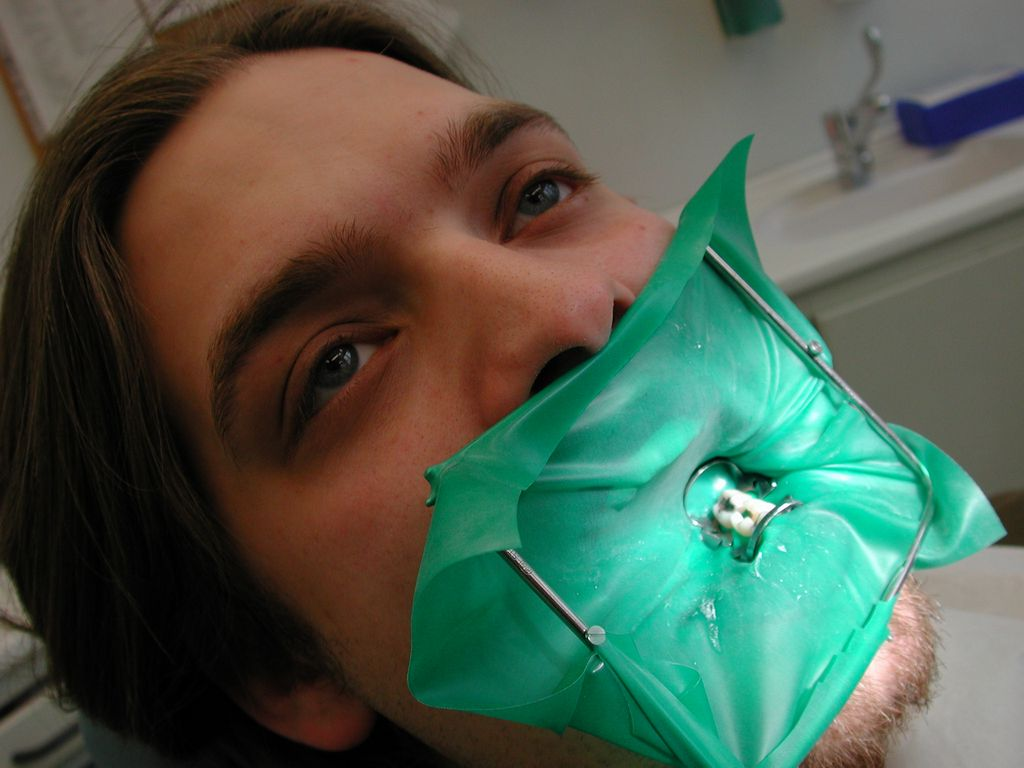

窝沟封闭可分为清洁牙齿、酸蚀、冲洗干燥、涂布封闭剂和固化几个步骤。

## 效果
窝沟封闭是预防窝沟龋的有效方法。